# Denis Ajrapetjan
Denis Edoeardovitsj Ajrapetjan (Russisch: Денис Эдуардович Айрапетян) (Penza, 17 januari 1997) is een Russisch shorttracker. 

## Biografie
In 2017 en 2018 won Ajrapetjan zilver op het EK op de relay met Viktor An, Semjon Jelistratov, Alexander Sjoelginov en Roeslan Zacharov. In 2019 won Ajrapetjan brons op het EK op de relay met Jelistratov, Sjoelginov en Pavel Sitnikov. Bovendien won Ajrapetjan zijn eerste individuele medaille, een bronzen, op de 1000 meter. Op de EK van 2020 werd Ajrapetjan met de Russische aflossingsploeg Europees kampioen na een diskwalificatie van Hongarije. Dit keer met Daniil Ejbog in de ploeg in plaats van Sjoelginov. In 2021 won Ajrapetjan zilver op de 1500 meter. De Russische aflossingsploeg, waar Ajrapetjan de voorgaande drie jaar deel van uitmaakte, won bovendien tijdens dit EK brons, maar Ajrapetjan was in de finale reserve.
Ajrapetjan kwam voor de Russische ploeg uit op de Olympische Winterspelen 2022 in Peking. Hij kwam individueel uit op de 1500 meter en haalde de B-finale, waarin hij tweede werd en uiteindelijk over de hele afstand twaalfde. Op de relay schaatste hij met Jelistratov, Sitnikov en Konstantin Ivlijev naar de vierde plek in de finale.